# Unterseeboot 489
L'Unterseeboot 489 (U-489) était un U-boot de type XIV utilisé par la Kriegsmarine pendant la Seconde Guerre mondiale.
Comme tous les sous-marins de type XIV, l'U-489 est un ravitailleur de sous-marins. C'est une « vache-à-lait » (Milchkuh) de la force sous-marine allemande (Ubootwaffe) : un grand sous-marin capable de ravitailler d'autres sous-marins de combat en combustible diesel, en torpilles, en pièces détachées, en vivres (25 t), disposant d'un personnel médical et de spécialistes en surnombre (mécaniciens de torpille, radios ou mécaniciens généralistes).

## Historique
Pendant sa courte vie opérationnelle, l'U-489 réalise une seule mission de ravitaillement, sans approvisionner aucun U-Boot.
Lors de sa première patrouille, l'U-489 part de Kiel le 2 juillet 1943 pour une mission près des îles britanniques, entre les îles Féroé et l'Islande.
Il est attaqué par un hydravion Consolidated PBY Catalina du 190 Squadron (escadron 190) de la RAF le 3 août à 7 heures 50. Pendant l'action, le Catalina est touché à deux reprises par les armes anti-aériennes de l'U-Boot, endommageant le compartiment radio, et doit interrompre son attaque. L'équipage est obligé de larguer ses charges de profondeur et, de retour à la base, constate que les câbles de direction sont presque rompus. L'attaque contre le sous-marin est poursuivie par un Lockheed Hudson du 269 Squadron qui réussit à endommager l'U-489.
Le 4 août vers 9 heures, l'U-489 est attaqué par un Short S.25 Sunderland canadien du 423 Squadron du RCAF au sud-est de l'Islande à la position géographique de 61° 11′ N, 14° 38′ O. Le Sunderland est abattu par les armes anti-aériennes de l'U-Boot, tuant cinq des onze aviateurs membres de l'équipage. L'U-489, également touché, coule. Un seul membre d'équipage meurt dans le naufrage et les cinquante-trois autres sous-mariniers sont récupérés par les destroyers HMS Castleton et HMS Orwell, qui avaient tous deux observé l'attaque.

## Affectations
- 4. Unterseebootsflottille du 8 mars 1943 au 31 juillet 1943 à Stettin en Pologne pendant sa période de formation
- 12. Unterseebootsflottille du 1er août 1943 au 4 août 1943 à la base sous-marine de Bordeaux en tant qu'unité combattante

## Commandement
- Oberleutnant zur See Adalbert Schmandt du 8 mars 1943 au 4 août 1943

## Navires coulés
- L'Unterseeboot 489, ayant un rôle de ravitailleur de sous-marin et n'étant pas armé de torpille, n'a ni coulé, ni endommagé de navires pendant son unique patrouille.

### Référence
1. ↑  cf. W. Frank (1965) p. 234-235
2. ↑  cf. W. Frank (1965) p. 47-48
3. ↑  « War Patrols by German U-boat U-489 - Boats - uboat.net », www.uboat.net (consulté le 7 décembre 2009)